# Péter Molnár
Péter Molnár (Vác, 16 de febrero de 1986) es un deportista húngaro que compite en piragüismo en la modalidad de aguas tranquilas.
Ha ganado tres medallas en el Campeonato Mundial de Piragüismo entre los años 2013 y 2018, y 6 medallas en el Campeonato Europeo de Piragüismo entre los años 2008 y 2018. En los Juegos Europeos de Bakú 2015 consiguió una medalla de bronce en la prueba de K2 200 m. 

## Palmarés internacional
| Campeonato Mundial | Campeonato Mundial          | Campeonato Mundial | Campeonato Mundial |
| Año                | Lugar                       | Medalla            | Competición        |
| ------------------ | --------------------------- | ------------------ | ------------------ |
| 2013               | Duisburgo (Alemania)        | Medalla de bronce  | K1 4 × 200 m       |
| 2015               | Milán (Italia)              | Medalla de oro     | K2 200 m           |
| 2018               | Montemor-o-Velho (Portugal) | Medalla de bronce  | K4 500 m           |
| Juegos Europeos    |                             |                    |                    |
| Año                | Lugar                       | Medalla            | Competición        |
| 2015               | Bakú (Azerbaiyán)           | Medalla de bronce  | K2 200 m           |
| Campeonato Europeo |                             |                    |                    |
| Año                | Lugar                       | Medalla            | Competición        |
| 2008               | Milán (Italia)              | Medalla de plata   | K1 200 m           |
| 2008               | Milán (Italia)              | Medalla de bronce  | K2 200 m           |
| 2011               | Belgrado (Serbia)           | Medalla de plata   | K1 200 m           |
| 2016               | Moscú (Rusia)               | Medalla de oro     | K4 500 m           |
| 2017               | Plovdiv (Bulgaria)          | Medalla de oro     | K4 500 m           |
| 2018               | Belgrado (Serbia)           | Medalla de bronce  | K4 500 m           |